# Tunguska (Region)
Die Tunguska ist eine recht große, nicht genau definierte Region im Südteil des großen Mittelsibirischen Berglands (Russland, Asien), welche jedenfalls die Flüsse Obere Tunguska, Steinige Tunguska und Untere Tunguska umschließt. 
Bekannt wurde die Region vor allem durch das Tunguska-Ereignis, eine große Explosion, die 1908 an der Steinigen Tunguska etwa 65 km nordwestlich von Wanawara stattfand und ein riesiges Gebiet verwüstete. Ihre Ursache ist bis heute nicht restlos geklärt.
Alan Parsons widmete diesem Ereignis das Stück Return to Tunguska auf dem Album A Valid Path (2004).